# Р242 (Росія)

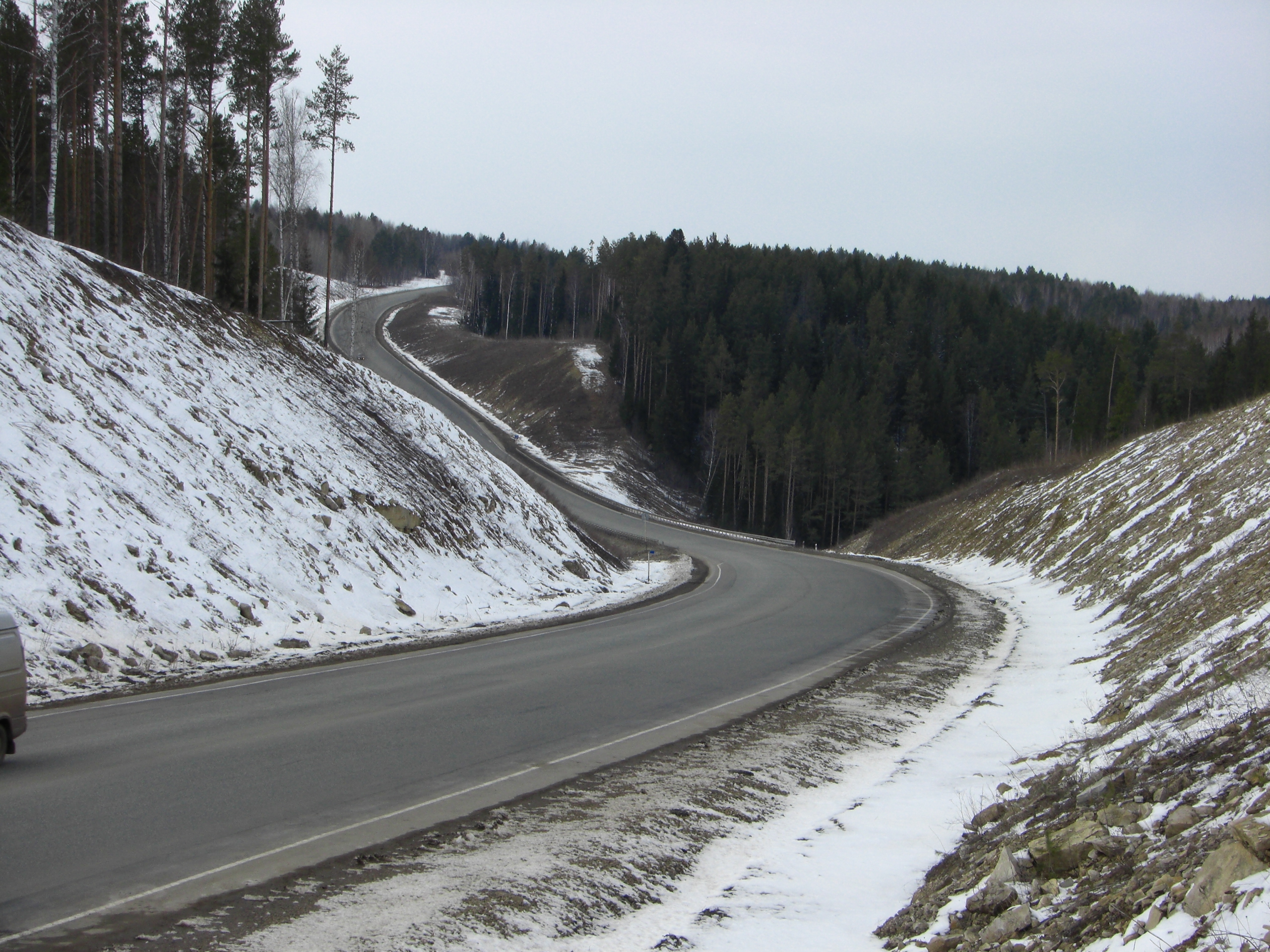
Об'їзд селища Суксун

Автошлях Р242 (Перм — Єкатеринбург) — автомобільна дорога загального користування федерального значення. Є частиною європейського транспортного маршруту  (Голігед, Велика Британія — Ішим).
Починається в Пермі, перетинає Р343 (Кунгур — Чусовий — Солікамськ), Р350 (Ачит — Красноуфімськ, Месягутово, далі Кропачьово з виходом на М5).
Продовжується трасами Р351 (Єкатеринбург — Тюмень), Р352 (Єкатеринбург — Нижній Тагіл — Сєров — Івдель), Р353 (Нижній Тагіл — Нижня Салда), Р354 (Єкатеринбург — Шадрінськ — Курган) і Р355 (Єкатеринбург — Полевський).

## Населені пункти
| Відстань (прибл.) |  | Населений пункт         | Інші траси, напрями                              |
| ----------------- |  | ----------------------- | ------------------------------------------------ |
| 0 км              |  | Перм                    | М7 Р345                                          |
| 32 км             |  | Бершеть                 | Звьоздний                                        |
| 47 км             |  | Кукуштан                | Оса, Чайковський, Воткінськ, Іжевськ             |
| 83 км             |  | Кунгур                  | Р343                                             |
| 102 км            |  | Орда                    | Чорнушка, Куєда, Чайковський, Воткінськ, Іжевськ |
| 126 км            |  | Суксун                  |                                                  |
| 183 км            |  | Ачит                    | Р350                                             |
|                   |  | Ялим                    |                                                  |
| 257 км            |  | Бісерть                 |                                                  |
| 285 км            |  | Нижні Серги             | Арті, Месягутово, Кропачьово                     |
| 289 км            |  | Дружиніно, Первомайське | Білімбай                                         |
| 300 км            |  | Черемша                 | Шаля, Новоуральськ, Первоуральск                 |
| 317 км            |  | Ревда                   |                                                  |
| 320 км            |  | Ревда                   |                                                  |
| 326 км            |  | Первоуральск            |                                                  |
| 342 км            |  |                         | ЄКАД                                             |
| 352 км            |  | Єкатеринбург            | М51 Р351 Р352 Р354 Р355                          |

## Особливості
Відкрита ділянка у 2012 році після реконструкції з 13 по 20 км автодороги (обхід Лобаново) являє собою автомагістраль. 14 вересня 2016 року була відкрита ділянка траси з 28 по 40 кілометр. Причому в статтях новин про цю подію сказано, що відкрита ділянка є автомагістраллю з максимальною швидкістю 110 км/год, однак відповідні дорожні знаки встановлені тільки на ділянці з 28 по 34 кілометри автодороги, а з 34 по 40 кілометр діють швидкісні обмеження для звичайних доріг за межами населеного пункту, до 90 км/год. 5 вересня 2017 року ділянка з 40 по 47 км була здана в експлуатацію, на ній діє обмеження 90 км/год. Ділянка Лобанове — Кояново з 20 по 28 км повинна бути уведена в експлуатацію в 2019 році. Ділянку з 47 км по 58 км планують розширити до 4-х смуг у 2019—2021 роках, до Кунгура (75 км) — до 2024 року.
На виїзді з Єкатеринбурга траса відповідає міській магістральній вулиці Ново-Московський тракт, яку дублює стара дорога Московський тракт або Старо-Московський тракт, що проходить поруч. Це частини історичного маршруту Сибірський тракт. Із 326 км і до 352 км (в'їзд в Єкатеринбург) траса 4-х смугова. У 2017 році проведено капітальний ремонт ділянки з 276 по 326 км, були поставлені знаки, бар'єрні огорожі, в майбутньому[коли?] цю ділянку будуть розширювати до 4-х смуг.